# Pleurothyrium guindonii
Pleurothyrium guindonii är en lagerväxtart som beskrevs av H. van der Werff. Pleurothyrium guindonii ingår i släktet Pleurothyrium och familjen lagerväxter. Inga underarter finns listade i Catalogue of Life.